# 17925 Дугвайнберґ
17925 Дугвайнберґ (17925 Dougweinberg) — астероїд головного поясу, відкритий 15 квітня 1999 року.
Тіссеранів параметр щодо Юпітера — 3,513.